# Sporophile à bec noir
Sporophila atrirostris
Espèce
Statut de conservation UICN

 LC  : Préoccupation mineure
Le Sporophile à bec noir (Sporophila atrirostris) est une espèce de passereaux appartenant à la famille des Thraupidae.

## Répartition
Cet oiseau vit en Équateur, au Pérou et en Bolivie.